# سلیمان بن ابراهیم قندوزی
حافظ سلیمان بن ابراهیم قندوزی بلخی حنفی، (معروف به خواجه کلان بن محمد) که به اختصار از وی به قندوزی یاد می‌شود؛ از عالمان اهل سنت قرن سیزدهم است. وی به عبادت و ورع و تقوا شناخته می‌شود. او از صوفیان نقشبندیه بوده‌است.

## زندگانی
سلیمان بن ابراهیم در سال ۱۲۳۰ در قندوز افغانستان به دنیا آمد، سپس برای آموختن علوم مختلف، به هند و بغداد عزیمت کرد؛ و مدتی در بغداد کرسی درس برقرار نمود و سرانجام در قسطنطنیه به تاریخ ۱۲۹۴ از دنیا رفت.
وی در سال ۱۲۲۰ ه به دنیا آمد و علوم مختلف و اخلاق را در بلخ آموخت و در بخارا تکمیل نمود؛ وی در بخارا موفق به کسب اجازات از بزرگان زمان خود شد. سپس به افغانستان و هند سفر نمود و به انذار مردم و سیر و سلوک پرداخت. سپس به قندوز بازگشت و خانقاه و مدرسه‌ای را بنا نمود. سپس اراده سفر به روم کرد؛ که در بین راه در بغداد ماند و در آنجا به تعلیم پرداخت. سپس در سال ۱۲۶۹ ه، به همراه سیصد شاگردش، به قندوز مراجعت نمود. سپس در سال ۱۲۷۰ مجدداً به بغداد مراجعت کرد و در نهایت به قونیه رفت.
سلیمان بن ابراهیم قُنْدوزی بلخی از عالمان حنفی اهل سنت است که در سال ۱۲۳۰هجری در قندوز افغانستان در حوالی بلخ به دنیا آمد. پس از آموزش علوم اولیه به بخارا رفت و سپس به هند سفر کرد و در آنجا به اهل طریقت پیوست و در سیر و سلوک و تفقه در دین، به درجات عالی رسید. پس از مدتی به وطن خود بازگشت و به هدایت و ارشاد مردم پرداخت. در سال ۱۲۶۹ به عزم مکه حرکت کرد، اما در بغداد و قونیه متوقف شد و در آنجا به تحصیل و تدریس و ارشاد مردم پرداخت. مدتی هم مسند شیخ طریقت را عهده‌دار شد و سرانجام در سال ۱۲۹۴ق در قسطنطنیه از دنیا رفت.
وی در ماه شعبان ۱۲۹۴ ه در قسطنطنیه از دنیا رفت و در خانقاهی در همان‌جا دفن گردید.

## آثار
مهمترین اثر وی، ینابیع المودة است؛ قندوزی دراین کتاب، فضایل پیامبراسلام و اهل بیت را با استناد به کتاب‌های مورداطمینان مانند صحاح ستّه در یک مقدمه و صد باب گرد می‌آورد. از باب هفتاد و یک به بعد مباحثی دربارهٔ غیبت امام زمان، بااستفاده از کتاب‌های گوناگون مطرح می‌کند. این اثر نه تنها در مناطق شیعه نشین، که در دیگر شهرهای اسلامی نیز از ارزش و اهمیت شایانی برخوردار است.